# Región metropolitana de Matsuyama
La Región Metropolitana de Matsuyama (松山都市圏 Matsuyama Toshiken?) es una de las regiones metropolitanas de Japón, reconocidas por la Oficina de Estadísticas (統計局 Tōkei-kyoku?) del Ministerio de Asuntos Interiores y Telecomunicaciones (総務省 Sōmu-shō?) del Gobierno de Japón. 

## Características
Es la única región metropolitana de la región de Shikoku, siendo el centro político y económico de la prefectura de Ehime. 
La ciudad principal es la Ciudad de Matsuyama, capital de la prefectura. El Área Metropolitana de Matsuyama tiene una población de aproximadamente 620.000 habitantes (según datos del censo del año 2000). 
En ella se encuentran la mayor parte de las universidades (Ehime y Matsuyama, entre otros) e Institutos de educación terciaria.

## Conformación
- Ciudad de Matsuyama (excepto lo que fue el Pueblo de Nakajima).
- Ciudad de Iyo (excepto lo que fue el Pueblo de Nakayama).
- Ciudad de Toon
- Pueblo de Masaki
- Pueblo de Tobe (excepto lo que fue el Pueblo de Hirota).

- Datos: Q9067684